# Svalutation (programma televisivo)
Svalutation è stato un programma televisivo italiano, andato in onda su Rai 3 il 12 e 19 dicembre 1992.

## Il programma
Il titolo prende spunto dall'omonimo brano musicale del 1976 di Adriano Celentano. Nel programma Celentano, oltre a eseguire canzoni del suo repertorio, si esibisce con altri artisti quali Claudio Baglioni, Gianni Morandi, Jovanotti e Francesco Baccini. Tra gli ospiti c'era anche il comico Paolo Rossi.